# Olenidae
De Olenidae zijn een familie van uitgestorven ptychopariide trilobieten. Van sommige geslachten als Balnibarbi en Cloacaspis wordt gedacht dat ze een symbiotische relatie hadden ontwikkeld met zwaveletende bacteriën waaruit ze voeding haalden.

## Geslachten
- Acerocare
- Acerocarina
- Aciculolenus
- Anaximander
- Angelina =Keidelaspis)
- Apoplanias
- Asilluchus
- Baikonuraspis
- Balnibarbi
- Bienvillia (=Diatemnus; =Mendoparabolina)
- Boeckaspis (/Boeckia BROGGER; =Sphaerophthalmella)
- Bondarevites
- Bulbolenus
- Chekiangaspis
- Cloacaspis
- Ctenopyge
- Cyclognathina
- Danarcus
- Desmetia
- Eoctenopyge
- Euonchonotina
- Eurycare
- Granitzia
- Hancrania
- Helieranella
- Highgatella
- Huangshiaspis
- Hunanolenus
- Hypermecaspis (=Spitsbergaspis)
- Inkouia (=Agalatus)
- Isidrella
- Jujuyaspis (=Alimbetaspis)
- Leiobienvillia
- Leptoplastides (=Andesaspis;=Beltella; =Chunkingaspis; =Parabolinopsis;
- Rampartaspis)
- Leptoplastus
- Leurostega
- Magnomma
- Mesoctenopyge
- Moxomia
- Neoolenus
- Neoparabolina
- Nericiaspis
- Olenus (=Simulolenus)
- Orkekeia
- Parabolina (/*Odontopyge)
- Parabolinella
- Parabolinina
- Parabolinites
- Paraolenus
- Paraplicatolina
- Peltocare
- Peltura (/Anthes; =Anopocare)
- Pelturina
- Plicatolina
- Plicatolinella
- Porterfieldia
- Prohedinella
- Protopeltura
- Psilocara
- Remizites
- Rhodonaspis
- Saltaspis
- Shihuigouia
- Sphaerophthalmus
- Svalbardites
- Talbotinella
- Triarthrus (Brongniartia EATON)?
- Ullaspis
- Westergaardia (=Sphaerophthalmoides)
- Westergaardites
- Wujiajiania